# 허파동맥 판막

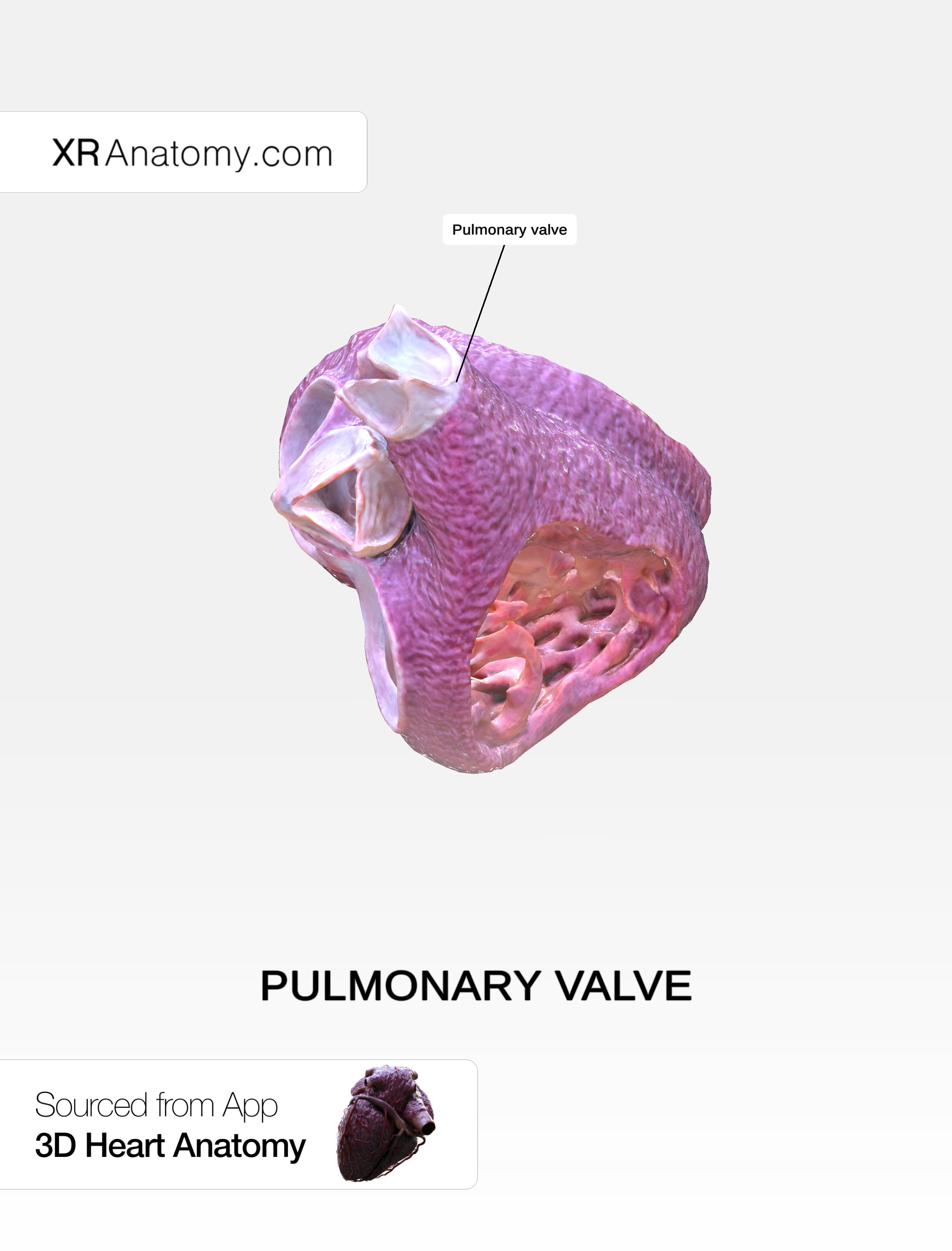

허파동맥 판막(pulmonary valve, pulmonic valve, 허파동맥판, 폐동맥판)은 우심실과 폐동맥 사이에 있는 심장 판막으로, 3개의 첨판(cusp, 교두, 융기)이 있다. 이는 심장의 4개 판막 중 하나이자 2개의 반월판 중 하나이며, 다른 하나는 대동맥 판막이다. 대동맥 판막과 유사하게 우심실의 압력이 폐동맥의 압력보다 높아지면 심실 수축기에서 폐동맥 판막이 열린다. 심실 수축기 말에 우심실의 압력이 급격히 떨어지면 폐동맥의 압력이 폐동맥 판막을 닫는다.
폐동맥 판막의 폐쇄는 제2심음(second heart sound, S2)의 P2 성분에 기여한다.

## 같이 보기
- 심장 주기
- 심장 판막